# لوملو
لوملو (به ایتالیایی: Lomello) یک کومونه در ایتالیا است که در استان پاویا واقع شده‌است.

## خصوصیات
لوملو ۲۲٫۲ کیلومترمربع مساحت و ۲٬۴۳۰ نفر جمعیت دارد و ۹۹ متر بالاتر از سطح دریا واقع شده‌است.